# Dita zë fill
Dita zë fill é um filme de drama albanesa de 2017 dirigido e escrito por Gentian Koçi. Foi selecionado como representante de seu país ao Oscar de melhor filme estrangeiro em 2018.

## Elenco
- Ornela Kapetani - Leta
- Suzana Prifti - Sophie
- Kasem Hoxha
- Hermes Kasimati - filho de Leta
- Adele Gjoka - Ola